# Saint-Poncy
Saint-Poncy é uma comuna francesa na região administrativa de Auvérnia-Ródano-Alpes, no departamento de Cantal. Estende-se por uma área de 41,78 km². Em 2010 a comuna tinha 370 habitantes (densidade: 8,9 hab./km²).